# Бруєвич Людмила Василівна
Людмила Василівна Брує́вич (6 вересня 1966, м. Київ) — українська художниця-графік. Член Національної спілки художників України (1994).

## Життєпис
Народилася і живе в Києві. В 1981 р. закінчила дитячу художню школу. В 1985 р. закінчила з відзнакою Київський художньо-промисловий технікум (нині — Київська державна академія декоративно-прикладного мистецтва і дизайну імені Михайла Бойчука).
Навчалася у Київському художньому інституті (1988—1994; майстерня А. Чебикіна та М. Компанця).
Від 1992 бере участь у всеукраїнських та зарубіжних виставках (Мюнхен, Німеччина, 1993; Тулуза, Франція, 1993; Дармштадт, Німеччина, 1994; Нью-Йорк, США 1995) виставках. Персональні виставки в Аугсбурзі (Німеччина, 1995), Києві (1997—2011).
Твори знаходяться переважно в приватних колекціях України, США, Канади, Ірландії, Великої Британії, Нідерландів, Іспанії, Італії, Греції, Франції, Німеччини, Японії, Австралії, Індії та інших країн.

## Творчість
Людмила Бруєвич працює в галузі станкової графіки в авторській техніці, заснованій на поєднанні офорту, акварелі та каліграфії. Оригінальний  авторський стиль мисткині поєднує в собі епічність і гротеск, поетичність і символіку.
Кожен твір створюється з використанням символічних кольорів: червоний як символ утвердження життя, зелений — колір мудрості й виваженості, охра — це земна твердінь, і ще зрідка золотий як символ світла. А навколо центральної композиції робляться каліграфічні написи. За словами художниці, її офорти «навіяні дитячими спогадами про килимки над ліжечками, які прикрашали сільські хати». Загалом весь офорт нагадує традиційні килими, де головний персонаж зображувався в декоративній манері, в оточенні «рами» з рослинного чи геометричного орнаменту.
Акварелі — органічна та невіддільна складова графіки художниці.

## Вибрані твори
«Ніч», «Святе сімейство», «І на престолі Був Сидящий», «Квітка життя» (усі — 1992), «Раювання» (1993), серія «Спокій» («Коти», «Три риби», «Русалка», «Риба», «Ваза»), «Квітка кохання» (усі — 1994), «Трапеза» (1995), «Доісторична тварина, або Дракон», «Танок вужів», «Нічний звір» (усі — 1997), «Мисливець» (1998), «Резервуар часу, або Риба, що поглинає час» (2000), «Дерево життя» (2002), «Зірка» (2006), «Геометрія кохання» (2012), «Мова землі» (2014), диптих «Мальва й Виноград» (2016).

## Нагороди та відзнаки
- Гран-прі Всеукраїнської триєнале «Графіка-97» за роботу «Доісторична тварина або Дракон» (Київ, Будинок Художника, виставковий зал НСХУ, 1997);
- Срібна медаль за творчі досягнення Академії Мистецтв України (1998);
- Друга премія виставки «Видатні українські мисткині — 98» за роботу «Танок вужів» (Київ, Галерея «Лавра», 1998);
- Дипломантка II виставки-конкурсу імені Георгія Якутовича (Київ, 2004)[3].